# Liste der EU-Vogelschutzgebiete in Litauen

Natura 2000-Logo

Die folgende Liste enthält alle 85 Europäischen Vogelschutzgebiete nach Art. 4 (1) der Europäischen Vogelschutzrichtlinie in Litauen. Die Gebiete sind Bestandteil des europäischen Schutzgebietsnetzes Natura 2000.

## Hinweise zu den Angaben in der Tabelle
- Gebietsname: Amtliche Bezeichnung des Schutzgebiets
- Datei/Commons: Datei und Link zu weiteren Dateien aus dem Schutzgebiet
- WDPA-ID: Link zum Schutzgebiet in der World Database on Protected Areas
- EEA-ID: Link zum Schutzgebiet in der Datenbank der European Environment Agency (EEA)
- Fläche: Gesamtfläche des Schutzgebiets in Hektar
- Bemerkungen: Besonderheiten und Anmerkung

## Tabelle
| Gebietsname                                                  | Datei/Commons | WDPA-ID | EEA-ID    | Fläche ha | Lage | Bemerkungen |
| ------------------------------------------------------------ | ------------- | ------- | --------- | --------- | ---- | ----------- |
| Kamanų pelkė                                                 |               |         | LTAKMB001 | 6.401,00  | ⊙    |             |
| Ventos upės slėnis                                           |               |         | LTAKMB002 | 3.355,73  | ⊙    |             |
| Metelių, Dusios ir Obelijos ežerai                           |               |         | LTALYB001 | 4.479,50  | ⊙    |             |
| Žuvinto, Žaltyčio ir Amalvo pelkės                           |               |         | LTALYB003 | 18.490,12 | ⊙    |             |
| Šimonių giria                                                |               |         | LTANYB001 | 23.263,00 | ⊙    |             |
| Biržų giria                                                  |               |         | LTBIRB001 | 17.683,28 | ⊙    |             |
| Nemunėlio upės slėnis                                        |               |         | LTBIRB002 | 1.550,11  | ⊙    |             |
| Nemuno salos ties Lipliūnais                                 |               |         | LTDRUB001 | 23,29     | ⊙    |             |
| Birvėtos šlapžemės                                           |               |         | LTIGNB001 | 1.239,76  | ⊙    |             |
| Vakarinė Aukštaitijos nacionalinio parko dalis               |               |         | LTIGNB003 | 34.923,09 | ⊙    |             |
| Dysnų ir Dysnykščio apyežerių šlapžemių kompleksas           |               |         | LTIGNB004 | 4.016,56  | ⊙    |             |
| Pušnies, Rūžo ir Apvardų šlapžemių kompleksas                |               |         | LTIGNB005 | 1.063,00  | ⊙    |             |
| Mūšos Tyrelio pelkė                                          |               |         | LTJONB001 | 1.700,00  | ⊙    |             |
| Nemuno slėnio pievos tarp Raudonės ir Gelgaudiškio           |               |         | LTJURB002 | 759,70    | ⊙    |             |
| Būdos-Pravieniškių miškai                                    |               |         | LTKAIB006 | 5.173,50  | ⊙    |             |
| Kalvarijos apylinkės                                         |               |         | LTKALB001 | 19.751,00 | ⊙    |             |
| Nemuno upės pakrantės ir salos tarp Kulautuvos ir Smalininkų |               |         | LTKAUB001 | 3.532,00  | ⊙    |             |
| Nevėžio upės slėnis                                          |               |         | LTKAUB004 | 1.153,60  | ⊙    |             |
| Padauguvos miškas                                            |               |         | LTKAUB005 | 5.782,60  | ⊙    |             |
| Babtų-Varluvos miškai                                        |               |         | LTKAUB006 | 4.418,70  | ⊙    |             |
| Kauno marios                                                 |               |         | LTKAUB008 | 8.294,30  | ⊙    |             |
| Labūnavos miškas                                             |               |         | LTKEDB001 | 3.978,01  | ⊙    |             |
| Lančiunavos miškas                                           |               |         | LTKEDB002 | 5.221,87  | ⊙    |             |
| Dotnuvos-Josvainių miškai                                    |               |         | LTKEDB003 | 5.781,86  | ⊙    |             |
| Kuršių nerijos nacionalinis parkas                           |               |         | LTKLAB001 | 23.858,88 | ⊙    |             |
| Tyrų pelkė                                                   |               |         | LTKLAB002 | 2.234,88  | ⊙    |             |
| Kalvių karjeras                                              |               |         | LTKLAB003 | 36,74     | ⊙    |             |
| Minijos upės slėnis                                          |               |         | LTKLAB005 | 2.175,30  | ⊙    |             |
| Svencelės pievos                                             |               |         | LTKLAB009 | 55,03     | ⊙    |             |
| Kuršių marios                                                |               |         | LTKLAB010 | 6.648,00  | ⊙    |             |
| Nemirsetos smiltpievės                                       |               |         | LTKREB001 | 150,70    | ⊙    |             |
| Niedaus ir Veisiejų ežerai                                   |               |         | LTLAZB001 | 118,62    | ⊙    |             |
| Pertako miškas                                               |               |         | LTLAZB003 | 1.123,03  | ⊙    |             |
| Plinkšių miškas                                              |               |         | LTMAZB001 | 6.042,83  | ⊙    |             |
| Kuršių nerijos pajūris                                       |               |         | LTNERB001 | 31.959,35 | ⊙    |             |
| Gedžiūnų miškas                                              |               |         | LTPAKB002 | 14.269,30 | ⊙    |             |
| Baltijos jūros priekrantė                                    |               |         | LTPALB001 | 17.096,70 | ⊙    |             |
| Klaipėdos-Ventspilio plynaukštė                              |               |         | LTPALB002 | 31.949,30 | ⊙    |             |
| Žalioji giria                                                |               |         | LTPANB001 | 14.172,62 | ⊙    |             |
| Žemaitijos nacionalinis parkas                               |               |         | LTPLUB001 | 21.189,10 | ⊙    |             |
| Reiskių tyro pelkė                                           |               |         | LTPLUB002 | 4.054,00  | ⊙    |             |
| Aukštojo tyro pelkė                                          |               |         | LTPLUB003 | 1.294,50  | ⊙    |             |
| Balbieriškio miškas                                          |               |         | LTPRIB003 | 3.060,69  | ⊙    |             |
| Nemunas tarp Prienų ir Lengveniškių                          |               |         | LTPRIB005 | 141,74    | ⊙    |             |
| Nemunas tarp Pelėšiškių ir Balbieriškio                      |               |         | LTPRIB006 | 396,56    | ⊙    |             |
| Praviršulio tyrelis                                          |               |         | LTRAD0001 | 3.215,36  | ⊙    |             |
| Sulinkių durpynas                                            |               |         | LTRADB004 | 453,62    | ⊙    |             |
| Tyrulių pelkė                                                |               |         | LTRADB005 | 3.698,50  | ⊙    |             |
| Dubysos upės slėnis                                          |               |         | LTRASB001 | 1.117,02  | ⊙    |             |
| Blinstrubiškio miškas                                        |               |         | LTRASB002 | 3.235,00  | ⊙    |             |
| Čedaso ežeras ir jo apyežerės                                |               |         | LTROKB001 | 131,62    | ⊙    |             |
| Šaltojos ir Vyžuonos upių slėniai                            |               |         | LTROKB004 | 1.569,34  | ⊙    |             |
| Novaraistis                                                  |               |         | LTSAKB001 | 837,21    | ⊙    |             |
| Rūdninkų giria                                               |               |         | LTSALB002 | 20.094,73 | ⊙    |             |
| Baltosios Vokės šlapžemės                                    |               |         | LTSALB003 | 1.391,28  | ⊙    |             |
| Gubernijos miškas                                            |               |         | LTSIAB001 | 22.469,80 | ⊙    |             |
| Apšės upės slėnis                                            |               |         | LTSKUB001 | 324,90    | ⊙    |             |
| Erlos ir Salanto upių senslėniai                             |               |         | LTSKUB002 | 1.463,10  | ⊙    |             |
| Nemuno delta                                                 |               |         | LTSLUB001 | 26.310,30 | ⊙    |             |
| Senrusnės ir Sennemunės ežerai                               |               |         | LTSLUB002 | 1.585,67  | ⊙    |             |
| Sausgalvių pievos                                            |               |         | LTSLUB003 | 356,10    | ⊙    |             |
| Vainuto miškai                                               |               |         | LTSLUB004 | 14.686,79 | ⊙    |             |
| Svylos upės slėnis                                           |               |         | LTSVEB001 | 357,13    | ⊙    |             |
| Labanoro giria                                               |               |         | LTSVEB002 | 53.064,74 | ⊙    |             |
| Kretuono ežeras                                              |               |         | LTSVEB003 | 1.182,28  | ⊙    |             |
| Gelednės miškas                                              |               |         | LTSVEB004 | 1.654,60  | ⊙    |             |
| Asvejos ežerynas                                             |               |         | LTSVEB005 | 11.458,13 | ⊙    |             |
| Adutiškio-Guntauninkų miškai                                 |               |         | LTSVEB008 | 5.669,92  | ⊙    |             |
| Pabradės smiltpievės                                         |               |         | LTSVEB009 | 409,81    | ⊙    |             |
| Šešuvies ir Jūros upės slėniai                               |               |         | LTTAUB001 | 1.352,53  | ⊙    |             |
| Visbarų žuvininkystės tvenkiniai                             |               |         | LTTAUB003 | 661,26    | ⊙    |             |
| Nemuno slėnio pievos ties Viešvile                           |               |         | LTTAUB004 | 595,20    | ⊙    |             |
| Biržulio ir Stervo pelkių kompleksas                         |               |         | LTTELB001 | 3.620,35  | ⊙    |             |
| Taujėnų-Užulėnio miškai                                      |               |         | LTUKMB001 | 22.528,50 | ⊙    |             |
| Čepkelių pelkė                                               |               |         | LTVARB002 | 11.226,86 | ⊙    |             |
| Karaviškių miškas                                            |               |         | LTVARB004 | 343,08    | ⊙    |             |
| Dainavos giria                                               |               |         | LTVARB005 | 55.439,80 | ⊙    |             |
| Grybaulios žuvininkystės tvenkiniai                          |               |         | LTVARB007 | 742,15    | ⊙    |             |
| Širvintos upės slėnis                                        |               |         | LTVLKB001 | 495,82    | ⊙    |             |
| Kazimieravo šlapžemės                                        |               |         | LTVLNB001 | 145,09    | ⊙    |             |
| Vasaknų tvenkiniai                                           |               |         | LTZARB001 | 65,86     | ⊙    |             |
| Smalvos šlapžemių kompleksas                                 |               |         | LTZARB002 | 538,00    | ⊙    |             |
| Drūkšių ežeras                                               |               |         | LTZARB003 | 3.654,33  | ⊙    |             |
| Šiaurės rytinė Gražutės regioninio parko dalis               |               |         | LTZARB004 | 5.699,85  | ⊙    |             |
| Sartų regioninis parkas                                      |               |         | LTZARB005 | 11.224,67 | ⊙    |             |